# ار فورس ایمی
ار فورس ایمی (انگلیسی: Air Force Amy) فاحشه قانونی در نوادا، بازیگر پورنوگرافی و مدل فتیش است.